# Alina Ivanova
Pour les articles homonymes, voir Ivanova.
Alina Ivanova (née le 16 mars 1969 à Novossibirsk) est une athlète russe spécialiste de la marche athlétique et du marathon.
En 1991, elle remporte l'épreuve du 10 km marche des Championnats du monde de Tokyo, signant en 42 min 57 un nouveau record de la compétition et la meilleure performance de sa carrière.
Elle délaisse progressivement la marche pour se concentrer à partir de l'année 1998 aux épreuves de fond sur route. Elle obtient des places d'honneurs lors des différentes éditions des Championnats du monde de semi-marathon et se distingue en remportant le Marathon de Prague en 2000 et 2006, ainsi que celui de Dublin en 2006 et 2007. Sur cette distance, elle prend la 20e place des Championnats du monde de 2005. Son record personnel est de 2 h 25 min 34 s, établi le 22 avril 2001 lors du Marathon de Londres.

## Palmarès
| Année | Compétition           | Lieu  | Résultat | Épreuve      |
| ----- | --------------------- | ----- | -------- | ------------ |
| 1991  | Championnats du monde | Tokyo | 1re      | 10 km marche |